# Euphorbia beamanii
Euphorbia beamanii är en törelväxtart som beskrevs av Marshall Conring Johnston. Euphorbia beamanii ingår i släktet törlar, och familjen törelväxter. Inga underarter finns listade i Catalogue of Life.